# Estadio Gigante de Arroyito
El Estadio Gigante de Arroyito es un recinto deportivo mundialista propiedad del Club Atlético Rosario Central, ubicado en la ciudad santafesina de Rosario, Argentina. Se sitúa en la avenida Génova 640, en el barrio Lisandro de la Torre.
Fue inaugurado oficialmente el 14 de noviembre de 1926 y a través de numerosas reformas (la última en el año 2024), logró alcanzar la actual capacidad de 46 955 espectadores.
La FIFA lo designó como una de las sedes de la Copa Mundial de Fútbol de 1978, disputada en Argentina. Esto, lo convierte en el único estadio de la provincia de Santa Fe que ha albergado a una Copa Mundial de Fútbol de mayores. A su vez, el Gigante de Arroyito fue una de las subsedes de la Copa América 1987, disputada en la Argentina.
Por pedido de Diego Maradona (en ese tiempo entrenador de Argentina), en 2009 previo al choque con Brasil por las eliminatorias mundialistas para Sudáfrica 2010 el estadio fue inspeccionado y aprobado por la FIFA.

## Historia

### La cancha de la Villa Sanguinetti (1903-1918)

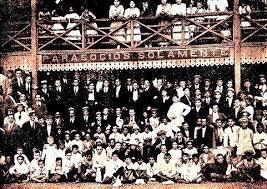
La tribuna preferencial del Estadio de Central en la Villa Sanguinetti sobre mediados de la década de 1910.

El club se mudó varias veces de cancha desde su fundación. Entre 1903 y 1918 jugó en un estadio denominado Villa Sanguinetti, o Estadio del Cruce. La llamada “cancha del cruce” se ubicó entre las calles Catamarca, Constitución y Castellanos. Se la conocía de esa manera, ya que se encontraba unas pocas cuadras al oeste del Cruce Alberdi. Las adyacencias del campo de deportes contaban con pocas edificaciones, la que más sobresalía era una de dos pisos, llamada Villa Sanguinetti (tenía el apellido de sus propietarios), que se levantaba al sudoeste de la cancha, cercana a la calle Alsina y al extremo de una larga casa con cuartos, que como la Villa, miraba a la cancha. Al campo de juego, que estaba cercado por un alambrado, lo bordeaba un espacio libre, desde donde se podía mirar los partidos. Al sudeste se levantaba una casilla de madera, que hacía las veces de vestuario o incluso se utilizaba como depósito. Además contaba con una tribuna, que medía unos veinticinco metros y estaba pintada de verde. La grada tenía un cartel donde se podía leer “para socios solamente”. En la planta alta de la misma casi siempre concurrían damas de recatado comportamiento.

### La cancha de la Parada Castellanos (1919-1925)
Entre 1919 y 1925 Rosario Central hizo las veces de local en el estadio llamado "Parada Castellanos", ubicado a solo unas cuadras del anterior. Sobre fines de 1918 Rosario Central tuvo que dejar —por reclamo de los directivos del ferrocarril— los terrenos del barrio Talleres, quedando como única solución buscar un nuevo lugar, encontrándolo al comienzo de la calle Iriondo al lado de los playones que tienen acceso al portón # 1, en lo que se llamó la Parada Castellanos.
Dada la popularidad que iba adquiriendo Rosario Central en toda la ciudad debido a sus orígenes populares y a que el club permitía desde 1903 asociar a todos aquellos ciudadanos que así lo desearan, sean o no miembros del Ferrocarril, en 1923 la institución auriazul remodeló su cancha para poder aumentar su capacidad. La comisión directiva convenció al Ferrocarril para que le donara toda la madera que la empresa no utilizaba. De esta forma, el M. F. Ryan —un alto funcionario de la empresa— facilitó el material y ayudó a que el club contratara a unos cuantos peones para empezar a construir tribunas. Con el auxilio de cientos de socios alzaron dos tribunas a cada lado de la cancha, de cien metros de gradas con diez escalones. A partir de ese momento, el estadio llegó a tener una capacidad de unas 15 000 personas, aproximadamente. El gasto fue de aproximadamente 16 000 pesos de aquella época.
Rosario Central jugó allí hasta fines del año 1925, luego de una asamblea general y ante un nuevo pedido de las autoridades del ferrocarril para que sean devueltos los terrenos cedidos, se decide romper el vínculo con los ferroviarios y comenzar a ser un club independiente. Fue así que aquel 1 de agosto de 1925 Central daba sus primeros pasos de vida autónoma. 
Durante gran parte de 1926 (hasta construir su nueva cancha en el barrio de Arroyito) hizo las veces de local en el estadio del Club Bolsa de Comercio. En noviembre de 1926 comenzó a utilizar el estadio que venía construyendo en los terrenos en donde se encuentra en la actualidad.

### La cancha en el barrio de Arroyito (1926-presente)

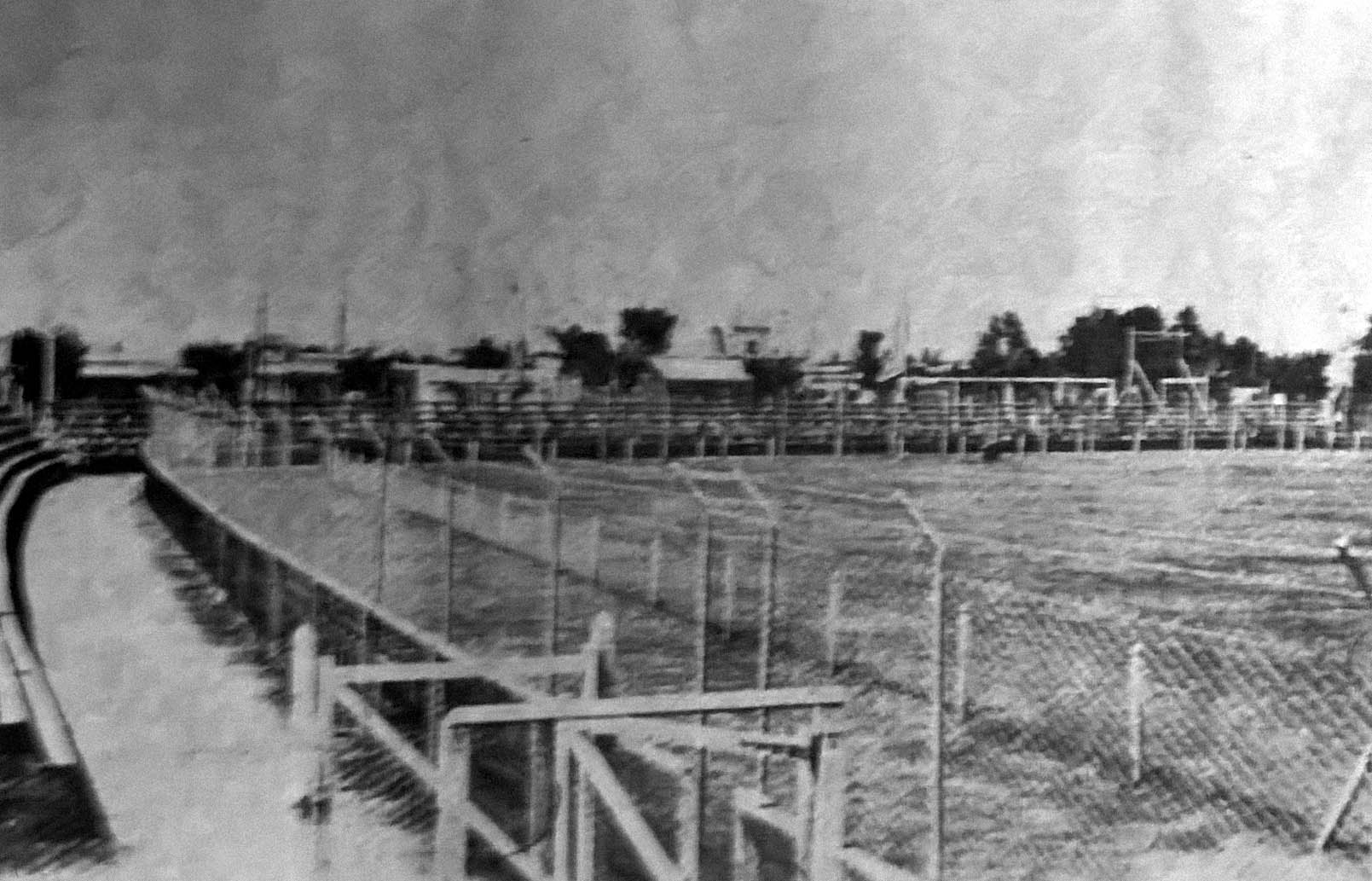
Imagen del recién inaugurado estadio de Arroyito en 1926.

En 1925, el club se independizó definitivamente del Ferrocarril, por lo que éste le quitó el terreno en donde estaba ubicada su ya tradicional cancha de la Parada Castellanos. Así, los auriazules tuvieron que buscar un lugar propio para construir su estadio. Mientras tanto, en ese año Central hizo de local en la cancha del Club Bolsa de Comercio. Sobre fines de 1925, el club logró la concesión municipal de los terrenos en donde se encuentra actualmente —ubicados en la intersección de Av. Génova y Av. Cordiviola—, por lo que comenzó a construir su nuevo estadio allí, y nunca más los abandonó. 

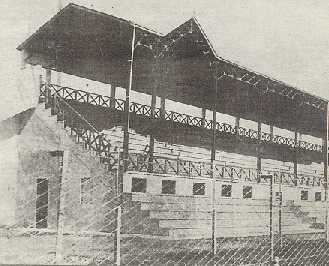
Una de las tribunas populares del estadio de Rosario Central sobre fines de la década de 1920.

El primer partido en su nueva cancha ubicada en al barrio de Arroyito fue en un Clásico rosarino ante Newell's, el 14 de noviembre de 1926, correspondiente a la fecha 27 de la Copa Nicasio Vila (Campeonato de fútbol de Rosario de Primera División) de aquel año. El cotejo finalizó con victoria de Central por 4 a 2, con goles señalados por Florencio Sarasíbar de penal, Castagno en contra de su propia valla, y 2 tantos de Armando Bertei para Central. Aquella tarde, el equipo auriazul alistó a Octavio Díaz, Florencio Sarasíbar, y Francisco De Cicco; Félix Sarasíbar, José Fioroni, y Fernando Fajardo; Antonio Macías, Arístides Ongano, Armando Bertei, Atilio Coirini y Esteban Indaco.

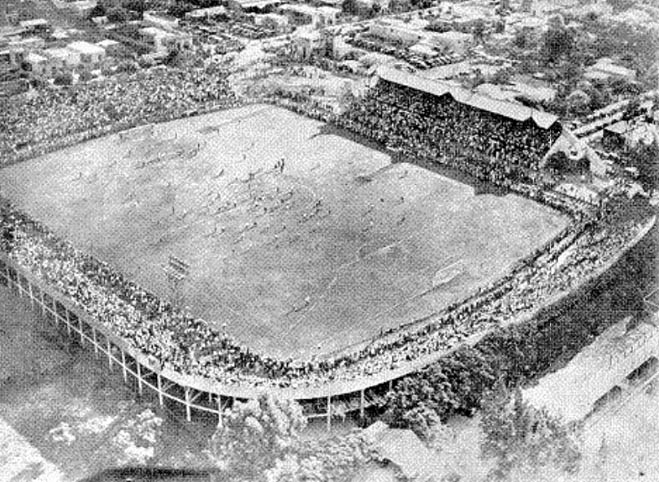
El estadio de Rosario Central en 1930.

El 1 de diciembre de 1927 la Municipalidad de Rosario le concedió el terreno de la avenida Génova y Cordiviola (en donde el club ya tenía construido el estadio desde 1926) por el término de 20 años. Durante ese año se inició la obra para la construcción de la tribuna oficial (hecha de cemento), con capacidad para 7000 espectadores. Entre 1927 y 1929 el equipo siguió jugando en su estadio de Génova y Cordiviola mientras paralelamente se terminaba de construir toda la tribuna popular, la cual sería también totalmente de cemento. Una vez terminada la obra, la capacidad del estadio pasó a ser para algo más de 36 000 espectadores. Las tribunas populares son las mismas que en la actualidad ocupan las tribunas bajas detrás de los arcos, y la platea lateral baja, sobre el río Paraná.
Finalmente, el 27 de octubre de 1929 todo quedó listo, y se inauguró el nuevo estadio completo, en un encuentro amistoso ante Peñarol de Montevideo, que finalizó en empate 2 a 2. Rosario Central formó aquel día con Octavio Díaz; Francisco De Cicco y Juan González; Arturo Podestá, Juárez y Félix Romano; Vázquez, Gerardo Rivas, Marcelo Tamalet, Luis Indaco y Nazareno Luna. Los tantos canallas fueron convertidos por Tamalet y Vázquez.
La vieja tribuna oficial fue reformada en 1939 y reemplazada definitivamente en 1948, pasando a ser lo que actualmente son las plateas que dan a la calle Cordiviola.

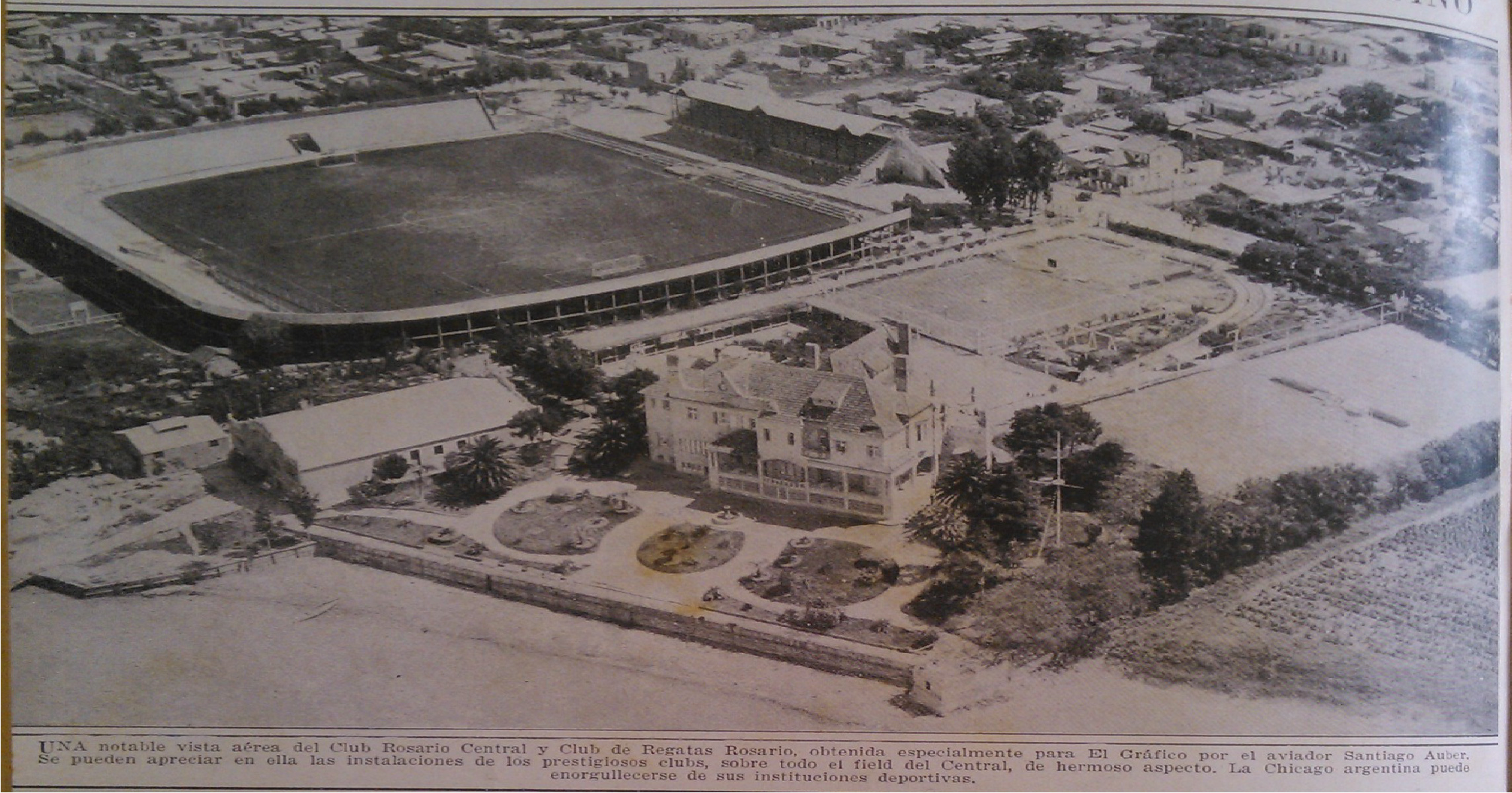
Vista aérea del estadio y Club Regatas Rosario en 1932

#### Terrenos propios y más reformas

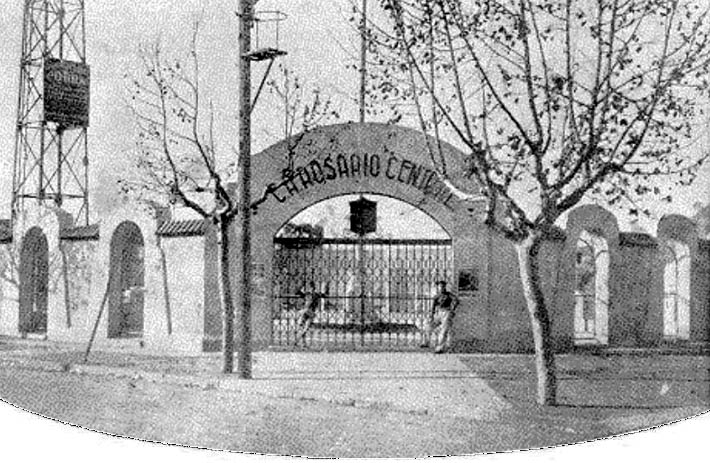
La entrada en la intersección de las calles Génova y Cordiviola, en una antigua imagen.

Hacia 1946, al aproximarse la fecha de vencimiento de la concesión de los terrenos de Génova y Cordiviola que le había dado la Municipalidad de Rosario en 1927, el club compró un terreno de 38 000 metros cuadrados ubicado en las calles Iriondo y avenida Pellegrini, con el fin de construir allí un nuevo estadio. Pero en 1951 —dado los lazos que había construido Central en el barrio de Arroyito desde hacía más de 20 años— el club rosarino hizo un canje con la Municipalidad, y le entregó al municipio esos 38 000 m² que había comprado entre las calles Iriondo y Pellegrini a cambio de los 35 000 m² que ya ocupaba por concesión desde 1927 en Cordiviola y Avenida Génova, en donde ya tenía su estadio. La negociación fue exitosa y de esta manera, Rosario Central pudo hacerse de la propiedad definitiva de los terrenos del barrio de Arroyito.
Posteriormente, en 1957, Central construyó el primer codo en el sector norte (calles Génova y Cordiviola). El segundo codo se terminó de construir en 1963 y la unión de los dos —la actual platea alta— se realizó en el año 1968. Esta estructura es la misma que se encuentra hoy en día.
En 1972 se proyectó construir el resto de las tribunas en la parte alta, intentando cerrar el doble anillo de cemento. El proyecto fue de los arquitectos Hope y Pujals. Para esta obra se vendieron abonos a plateas por 10 y 15 años a más de 5000 socios de Central, quienes pagaron sus cuotas al Banco Monserrat de Rosario. En 1974 ya estaba concluida la mitad de la platea alta que da sobre el río Paraná y ya se habían vendido los abonos para la continuación de la obra.

#### La elección como subsede del Mundial de 1978: nace el Gigante de Arroyito

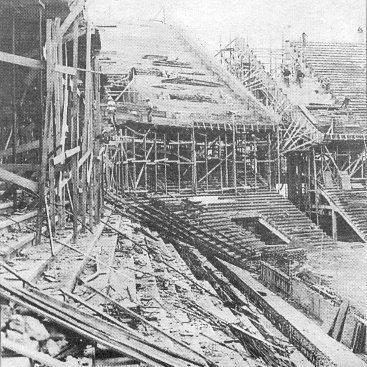
El Gigante, en plena remodelación.

En 1974, tanto Rosario Central como su rival de ciudad de toda la vida, Newell's Old Boys, presentaron a sus respectivos estadios como potenciales sedes para la Copa Mundial de fútbol de 1978 que se disputaría en Argentina. La elección del estadio que representaría a Rosario en el Mundial no fue sencilla. Influencias políticas y de otros tipos fueron las que utilizaron los dirigentes de Central y de Newell's, quienes no querían perderse la ocasión de ser anfitrión de un Mundial. El Comité de la FIFA que visitó Rosario recibió maquetas y presentaciones audiovisuales que mostraban las diferencias entre ambos clubes. Finalmente, el 17 de diciembre de 1974 llegó al despacho de Antonio Andrade, titular del Concejo Municipal de Rosario, un despacho telegráfico que decía textualmente: «Comunícole sus efectos elegir estadio Club Rosario Central para partidos Copa Mundial 1978. Comité Organizador Mundial '78».
En 1976 la Junta Militar encabezada por el teniente general Jorge Rafael Videla, que había tomado el poder mediante un golpe de Estado, creó un organismo denominado Ente Autárquico Mundial 78 (EAM 78), el cual se encargaría de la remodelación de estadios, la construcción de tres inmuebles, y del desarrollo total de la infraestructura logística, turística y de comunicaciones.
Entre los estadios que el EAM 78 remodelaría, se encontraban el de River Plate, Vélez Sársfield, Rosario Central, el de la ciudad de Mendoza (construido en la falda del Cerro de la Gloria), el de Mar del Plata y el de Córdoba, emplazado en la zona de Chateau Carreras.
El proyecto EAM 78 estaba en manos del ejército, que debía asegurarse que el dinero que se manejaba en el Mundial no debía de ser “justificado". Este dinero fue utilizado principalmente para construir estadios que costaron aproximadamente cinco veces más que los de España 1982. Fue desde su asunción que los costos comenzaron a trepar de modo inaudito, hasta alcanzar los 520 millones de dólares.
A partir del momento de la designación, los planes de los dirigentes de Central fueron cambiando y el Ente Autárquico Mundial 78 se hizo cargo de la construcción de las tribunas populares altas y la mitad de la platea alta que faltaba más el resto de las obras de infraestructura que se pueden ver hoy en el estadio. De todos modos, esto no fue gratis para el club rosarino, dado que Rosario Central fue obligado a hacerse cargo del costo de la obra, a la cual pudo cancelar en cuotas luego de varios años, pero a un valor mucho más caro que el monto original por causa de una importante devaluación de la moneda argentina que se registró en aquellos años.
Luego de las reformas realizadas por ser una de las sedes del Mundial de Fútbol de 1978, el Estadio Gigante de Arroyito aumentó su capacidad, llegando a la actual de 46.755

### Años posteriores al mundial
Luego de ser remodelado para el Mundial de 1978 el Gigante de Arroyito estuvo treinta años sin modificaciones de gran envergadura. Durante este tiempo el estadio fue pintado en reiteradas ocasiones de azul y amarillo siguiendo diversos patrones y se realizaron pequeñas obras de mantenimiento. Además con el paso de los años se fueron agregando en ambas populares distintas rejas para separar los lugares que ocupaban el público local y el visitante.
En el año 2008 durante la presidencia de Horacio Usandizaga se cambió la totalidad de las butacas del estadio, pasando de las color musgo colocadas en 1978 a butacas azules y amarillas. Además se construyeron 20 palcos VIP en la platea baja del lado del río.
En el 2015 en la presidencia de Raúl Broglia se construyeron nuevos palcos para la prensa en la parte superior de la platea alta que da a la calle Cordiviola. Meses después se construyó junto a ellos un sector de plateas preferenciales con butacas diferentes a las del resto del estadio.

### Remodelación del año 2023
En noviembre de 2023, con Gonzalo Belloso como presidente, se hizo la remodelación más grande desde la hecha en 1978. Se excavó la totalidad del terreno de la cancha para bajar su cota en 80 cm, se tapó el foso perimetral del estadio y se expandieron las cuatro tribunas, acercándolas hacia el campo de juego. Por otra parte, se bloquearon las tres entradas al campo de juego, que pasaban debajo del foso, y se construyó una nueva entrada en la parte central de la platea baja del río. Además se pasaron los bancos de suplentes a la tribuna del río Paraná, simplificando el acceso y mejorando la experiencia para jugadores y cuerpo técnico. Adicionalmente se remodelaron los vestuarios del estadio, el sistema antincendio del campo de juego, la red eléctrica y el desagüe pluvial.
Esta expansión generó un aumento en la capacidad total del estadio de 6000 personas. En el futuro se preveen otras dos etapas de obras: una segunda que contemple la renovación de baños e ingresos y una tercera con renovación de estacionamientos y la construcción de un restaurante en el estadio.

## Los nombres
Originalmente, el estadio nunca tuvo nombre oficial. A partir de las reformas realizadas para la Copa Mundial de Fútbol 1978, se lo empezó a conocer y denominar popularmente como «el Gigante de Arroyito». Bajo la presidencia de la agrupación RC2000 en el período 1992-1993, el estadio pasó a llamarse Antonio Rodenas en honor al presidente de la institución en esos años, por su labor en 1974, que derivó en la elección de la sede mundialista del Estadio.
En 1994, después de asumir la presidencia el escribano Víctor Vesco, revocó el nombre de «Antonio Rodenas» para el nombre del estadio y le instauró, ahora oficialmente, el nombre por el que popularmente se lo denominaba: «Gigante de Arroyito». Arroyito es el nombre popular del antiguo barrio Dr. Lisandro de la Torre.

## Comodidades

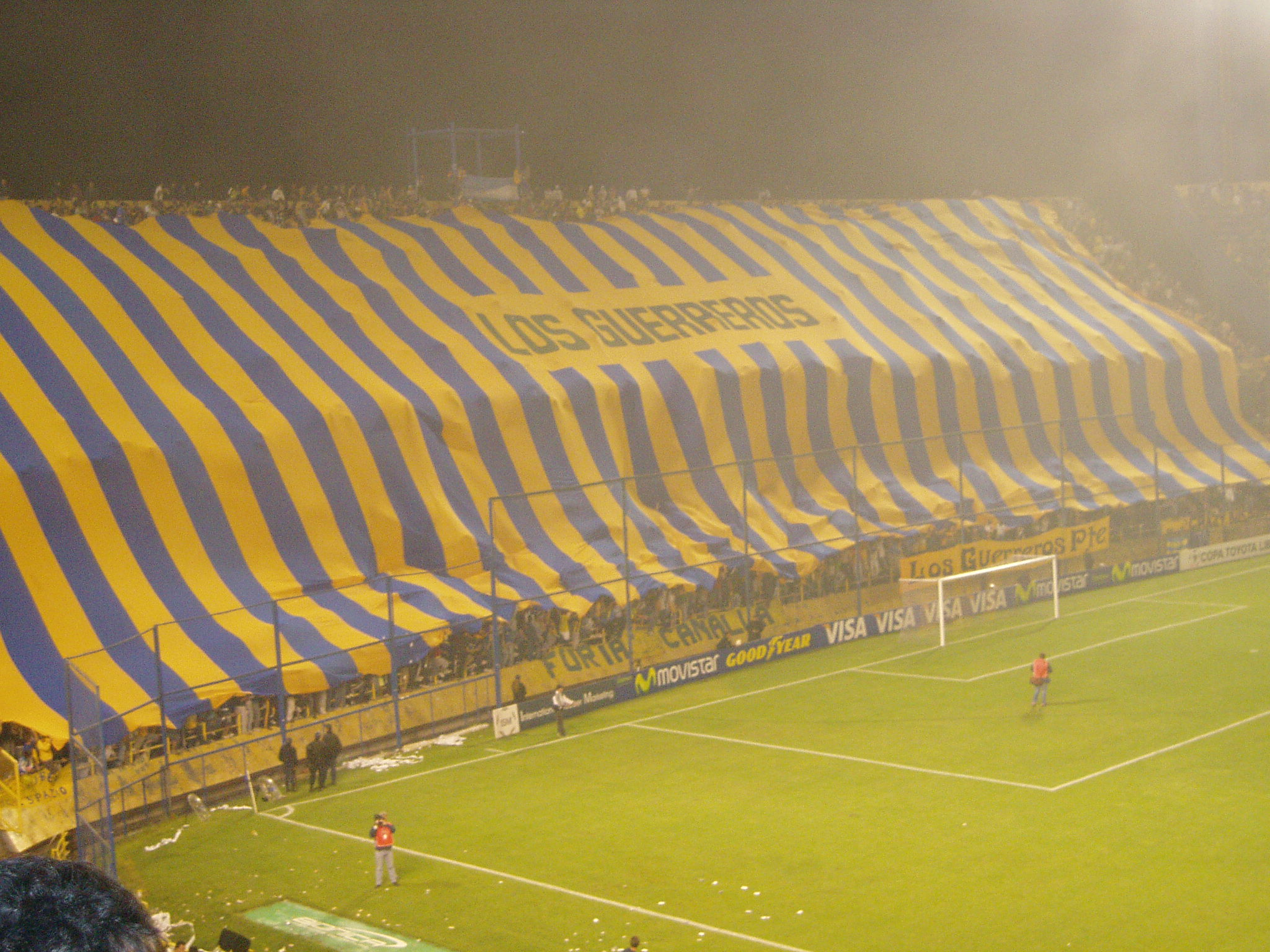
La hinchada de Rosario Central desplega bandera gigante en el Estadio Gigante de Arroyito.

Las cuatro tribunas populares (donde el público ve los encuentros de pie) se ubican detrás de los arcos y poseen una capacidad de aproximadamente 6000 espectadores cada una (alta y baja), totalizando así la suma de 24 000 personas aproximadamente.
A partir del 2013 cuando por disposición de AFA se prohibió el ingreso del público visitante, las dos tribunas populares que están a espaldas al Club Regatas (sobre la calle Cordiviola) son siempre destinadas en su totalidad a la parcialidad local. La popular superior que da a esta avenida es ocupada íntegramente por socios de Central. El tablero electrónico, también conocido como Autotrol estaba ubicado a espaldas de la tribuna popular que da a la avenida Génova. Con motivo de la confirmación del choque por eliminatorias sudamericanas ante Brasil, el 29 de julio de ese año, se comenzó a desinstalar el tablero electrónico del Mundial de 1978, para reemplazarlo por uno de LED, sobre la misma estructura. Que a pesar de haberse hecho con la consigna de "actualización", éste presenta constantes fallas, en su pantalla. Años más tarde sería reemplazado por un tablero de marca MultiLed. 
Las plateas (donde el público ve los encuentros sentado) se encuentran en los dos laterales del estadio y entre las cuatro se alcanza una capacidad de aproximadamente 22 000 lugares, siendo todas ellas destinadas a la parcialidad local. En la platea baja que da al río, a la altura del centro del campo, se encuentra el palco oficial.
El estadio cuenta con 4 torres luminarias y cabinas de prensa para radio y televisión con conexión a internet, las cuales se encuentran ubicadas en el sector de plateas que dan a la calle Cordiviola.

### Palcos VIP
Para el Torneo Apertura 2008, Rosario Central inauguró 20 palcos VIP, los cuales están ubicados en un sector intermedio entre las plateas bajas y las altas que dan al río Paraná. Los palcos cuentan con una capacidad para diez personas cada uno, y poseen dos cocheras adicionales, televisor LCD de 31" con cable codificado, Wi Fi, frigobar, aire acondicionado frío-calor, butacas tipo sillón, alfombra, mármol de apoyo, carpintería de aluminio con ventanas corredizas y salidas a balcón en cada palco.

### Vestuarios
El estadio posee tres vestuarios: uno para el equipo local, otro para el visitante y uno para los árbitros contando también el sitio en donde los futbolistas realizan sus actividades precompetitivas. La sala de conferencia (con ingreso especial para el periodismo), forma parte también de los vestuarios del Gigante.

### Pantalla gigante
En 2009 se realizaron algunas reformas en el estadio, como la extracción del Autotrol y la colocación de una pantalla LED sobre la misma estructura que posiciona al Estadio del Club Atlético Rosario Central como uno de los primeros clubes de la Argentina que brinda este servicio.
En la pantalla se puede visualizar contenido institucional, documentales, videoclip de hinchas, momentos históricos, goles destacados, imágenes en vivo. A su vez, se pueden ver los resultados de la fecha, los cambios en la alineación, las amonestaciones y todo material que se produzca para tal fin. Cuando, muy escasamente ha sucedido esto, ya que, en la mayoría de los casos, se usa para proyectar publicidad quedando estéticamente desagradable, contrario a la belleza estética del Autotrol. Al fin y al cabo, el uso es el mismo: publicidad y tiempo de juego, sólo que el Autotrol tenía un reloj de aguja, y el MultiLED, marca el resultado parcial, además de lo ya nombrado anteriormente.
Características
La pantalla mide aproximadamente 10 metros, esta es plena de Alta definición, y posee tecnología de LED, Diodo Hiper alto brillo, 4 leds RGB Full Color, una visión de 120 grados de ángulo horizontal y 60 grados de ángulo vertical, subdivisión de pantalla principal y secundarias, picture in picture, calidad certificada ISO 9001, imágenes que podrán ser vistas con alta definición tanto de noche como de día con sol. Estas son algunas de las características únicas de este proyecto innovador y de alto impacto.
La pantalla comenzó a funcionar plenamente en la derrota por 0:1 ante Tigre, en la 2.ª fecha del Torneo Clausura 2010.

## Eventos destacados

### Copa Mundial de fútbol de 1978

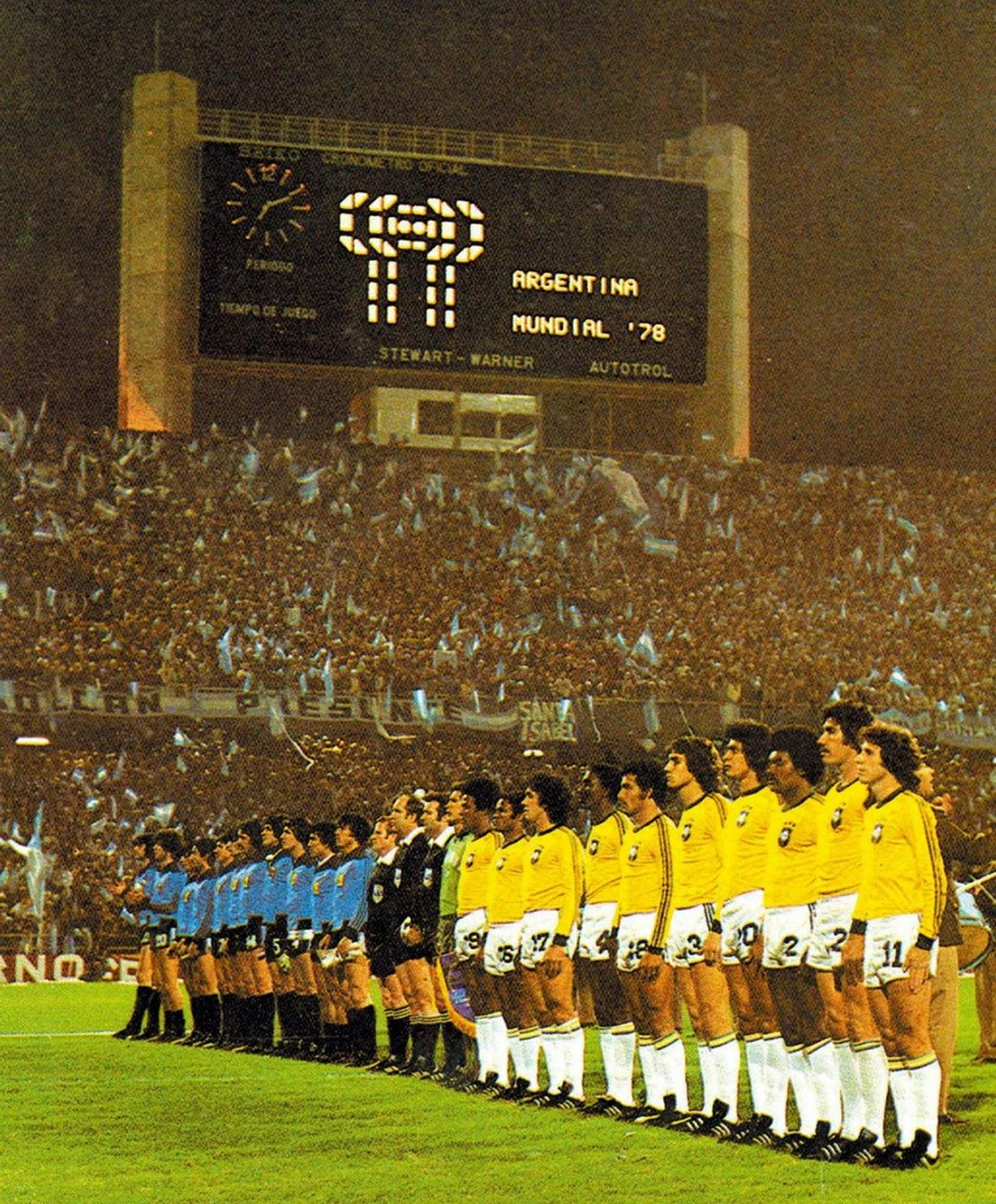
Argentina y Brasil formando en la previa del partido disputado el 18 de junio.

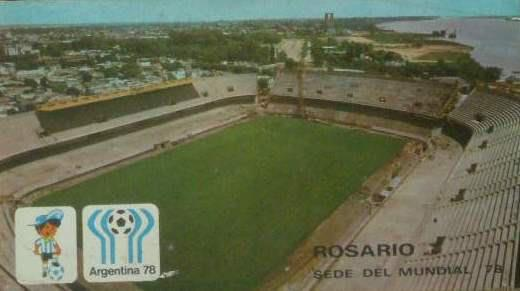
Una postal de la época mundialista

El Gigante de Arroyito recibió a las selecciones de Túnez, México y Polonia, en el marco del "Grupo B" de la Copa Mundial de fútbol de 1978. Allí se dio el primer triunfo de una selección africana en una Copa del Mundo, al vencer Túnez 3:1 a México.
A su vez, el estadio había sido designado en el fixture previo como una de las sedes del Grupo 2 de la semifinal del torneo. La derrota de la Selección Argentina ante Italia 0-1 en Buenos Aires, hizo que los albicelestes finalizaran segundos en su grupo (detrás de Italia, que fue primera), y se tuvieran que trasladar a Rosario para disputar uno de los grupos semifinales de la Copa.
En el Gigante de Arroyito, Argentina se impuso a Polonia 2-0 (con dos goles del ex Rosario Central, Mario Kempes), igualó sin goles con la Selección de Brasil y derrotó a Perú por 6-0, en un recordado encuentro. De esa forma, el conjunto de César Luis Menotti (exjugador y entrenador centralista) logró el pase a la final del Mundial, que luego obtendría derrotando a los Países Bajos en Buenos Aires. Esto, lo convierte en el único estadio de la ciudad que —al día de hoy— albergó un Mundial de Fútbol de Mayores, y que vio a la Selección Argentina disputar partidos de una Copa Mundial de fútbol.

#### Encuentros disputados del Mundial
| Primera ronda, Grupo B; 2 de junio de 1978 | Túnez                                    | 3:1 (0:1) | México               |                                                         |                                                         |
|                                            | - Kaabi 55' - Ghommidh 79' - Dhouieb 87' | Reporte   | - Vázquez 45' (pen.) | Asistencia: 17 396 espectadores Árbitro(s): John Gordon | Asistencia: 17 396 espectadores Árbitro(s): John Gordon |

| Primera ronda, Grupo B; 6 de junio de 1978 | Polonia  | 1:0 (1:0) | Túnez |                                                                  |                                                                  |
|                                            | Lato 43' | Reporte   |       | Asistencia: 9 624 espectadores Árbitro(s): Angel Martínez Franco | Asistencia: 9 624 espectadores Árbitro(s): Angel Martínez Franco |

| Primera ronda, Grupo B; 10 de junio de 1978 | Polonia                      | 3:1 (1:0) | México     |                                                          |                                                          |
|                                             | - Boniek 43' 84' - Deyna 56' |           | Rangel 52' | Asistencia: 22 651 espectadores Árbitro(s): Jafar Namdar | Asistencia: 22 651 espectadores Árbitro(s): Jafar Namdar |

| Segunda ronda, Grupo 2; 14 de junio de 1978              | Argentina      | 2:0 (1:0) | Polonia |                                                          |                                                          |
|                                                          | Kempes 16' 71' |           |         | Asistencia: 37 091 espectadores Árbitro(s): Ulf Eriksson | Asistencia: 37 091 espectadores Árbitro(s): Ulf Eriksson |
| Ubaldo Fillol le atajó un penal a Deyna en el minuto 39. |                |           |         |                                                          |                                                          |

| Segunda ronda, Grupo 2; 18 de junio de 1978 | Argentina | 0:0 | Brasil |                                                            |  |
|                                             |           |     |        | Asistencia: 37 326 espectadores Árbitro(s): Károly Palotai |  |

| Segunda ronda, Grupo 2; 21 de junio de 1978 | Argentina                                                       | 6:0 (2:0) | Perú |                                                          |                                                          |
|                                             | - Kempes 21' 49' - Tarantini 43' - Luque 50' 72' - Houseman 67' |           |      | Asistencia: 37 315 espectadores Árbitro(s): Robert Wurtz | Asistencia: 37 315 espectadores Árbitro(s): Robert Wurtz |
| Ver Argentina vs. Perú (1978).              |                                                                 |           |      |                                                          |                                                          |

### Copa América 1987
En la Copa América 1987 albergó a encuentros del Grupo "C", compuesto por las selecciones de Colombia, Paraguay y Bolivia.

#### Encuentros disputados de la Copa América
| 28 de junio de 1987 - Primera fase, Grupo "C" | Paraguay | 0:0 | Bolivia |                                                               |  |
|                                               |          |     |         | Asistencia: 5000 espectadores Árbitro(s): Enrique Labó (Perú) |  |

| 1 de julio de 1987 - Primera fase, Grupo "C" | Colombia                                  | 2:0 | Bolivia |                                                                 |                                                                 |
|                                              | Carlos Valderrama 34' Arnoldo Iguarán 89' |     |         | Asistencia: 5000 espectadores Árbitro(s): Gastón Castro (Chile) | Asistencia: 5000 espectadores Árbitro(s): Gastón Castro (Chile) |

| 5 de julio de 1987 - Primera fase, Grupo "C" | Colombia                      | 3:0 | Paraguay |                                                                            |                                                                            |
|                                              | Arnoldo Iguarán 8', 34' y 50' |     |          | Asistencia: 10 000 espectadores Árbitro(s): Francisco Lamolina (Argentina) | Asistencia: 10 000 espectadores Árbitro(s): Francisco Lamolina (Argentina) |

### Eliminatorias Sudáfrica 2010
El 5 de septiembre de 2009 se disputó el encuentro entre Argentina y Brasil cuyo resultado fue una victoria de 3 a 1 para la visita.
| 5 de septiembre de 2009, 22:30 - Eliminatorias Sudamericanas para Sudáfrica 2010 | Argentina        | 1:3 | Brasil                            |                                                                   |                                                                   |
|                                                                                  | Jesús Dátolo 65' |     | Luisão 23' Luís Fabiano 30' y 68' | Asistencia: 44 000 espectadores Árbitro(s): Óscar Ruiz (Colombia) | Asistencia: 44 000 espectadores Árbitro(s): Óscar Ruiz (Colombia) |

### Desempate descenso/permanencia - Temporada 2013-14
Tras empatar en la tabla de promedios de la temporada 2013-14, Colón de Santa Fe y Atlético Rafaela disputaron un partido por la permanencia en Primera División. El ganador fue "la crema" quien se aseguro la permanencia en Primera División; mientras que "el sabalero" descendió a la Primera B Nacional.
| 24 de mayo de 2014, 14:00 - Desempate descenso/permanencia | Colón de Santa Fe | 0:1 | Atlético Rafaela     |                                    |                                    |
|                                                            |                   |     | Rodrigo Depetris 11' | Árbitro(s): Diego Abal (Argentina) | Árbitro(s): Diego Abal (Argentina) |

### Ascenso a Primera División - Temporada 2024
El domingo 3 de noviembre, se disputó la final a partido único por el ascenso a la Primera División entre ambos ganadores de las zonas de la Primera Nacional 2024: San Martín de Tucumán (ganador zona A) y Aldosivi de Mar del Plata (ganador zona B).
| 3 de noviembre de 2024 - Final 1° Ascenso | San Martín de Tucumán | 0 - 2 | Aldosivi |                                          |  |
|                                           |                       |       |          | Asistencia: - espectadores Árbitro(s): - |  |

## Partidos de Copa Argentina
| 30 de noviembre de 2011 - 32avos de final | Colón                                 | 2 - 1 | Talleres (C)      |                                |                                |
|                                           | Carlos Luque 10' Gabriel Graciani 45' |       | Claudio Riaño 82' | Árbitro(s): Fernando Echenique | Árbitro(s): Fernando Echenique |
| Copa Argentina 2011-12                    |                                       |       |                   |                                |                                |

| 2 de agosto de 2025 - Octavos de final | Belgrano                              | 2 - 0 | Independiente |                                |                                |
|                                        | Franco Jara 45+2' Lucas Zelarayán 71' |       |               | Árbitro(s): Fernando Echenique | Árbitro(s): Fernando Echenique |
| Copa Argentina 2025                    |                                       |       |               |                                |                                |

## Partidos de la selección argentina de fútbol
Ocasionalmente, la Selección Argentina ha jugado de local en este estadio. Se destaca principales los partidos del Mundial 1978 o la Copa América 1975.
| Copa América 1975; 10 de agosto de 1975 | Argentina | 11:0 (4:0) | Venezuela | Estadio Gigante de Arroyito, Rosario, Argentina         |                                                         |
|                                         | D. Killer 8' 41' 62' · Gallego 14' · Ardiles 39' · Kempes 53' 81' · Zanabria 56' 54' · Bóveda 80' · Luque 85' | Reporte    |           | Asistencia: 50 000 espectadores Árbitro(s): Pedro Reyes | Asistencia: 50 000 espectadores Árbitro(s): Pedro Reyes |

| Copa América 1975; 16 de agosto de 1975 | Argentina | 0:1 (0:0) | Brasil      | Estadio Gigante de Arroyito, Rosario, Argentina                  |                                                                  |
|                                         |           | Reporte   | Danival 45' | Asistencia: 50 000 espectadores Árbitro(s): Carlos Robles Robles | Asistencia: 50 000 espectadores Árbitro(s): Carlos Robles Robles |

| Copa Mundial de Fútbol de 1978; 14 de junio de 1978 | Argentina      | 2:0 (1:0) | Polonia | Estadio Gigante de Arroyito, Rosario, Argentina          |                                                          |
|                                                     | Kempes 16' 71' | Reporte   |         | Asistencia: 37 091 espectadores Árbitro(s): Ulf Eriksson | Asistencia: 37 091 espectadores Árbitro(s): Ulf Eriksson |

| Copa Mundial de Fútbol de 1978; 18 de junio de 1978 | Argentina | 0:0     | Brasil | Estadio Gigante de Arroyito, Rosario, Argentina            |                                                            |
|                                                     |           | Reporte |        | Asistencia: 37 326 espectadores Árbitro(s): Karoly Palotai | Asistencia: 37 326 espectadores Árbitro(s): Karoly Palotai |

| Copa Mundial de Fútbol de 1978; 21 de junio de 1978 | Argentina                                                     | 6:0 (2:0) | Perú | Estadio Gigante de Arroyito, Rosario, Argentina          |                                                          |
|                                                     | Kempes 21' 46' · Tarantini 43' · Luque 50' 72' · Houseman 67' | Reporte   |      | Asistencia: 37 315 espectadores Árbitro(s): Robert Wurtz | Asistencia: 37 315 espectadores Árbitro(s): Robert Wurtz |

| Amistoso; 12 de mayo de 1982 | Argentina      | 1:0 (0:0) | Rumanía | Estadio Gigante de Arroyito, Rosario, Argentina           |                                                           |
|                              | Ramón Díaz 56' | Reporte   |         | Asistencia: 50 000 espectadores Árbitro(s): Claudio Busca | Asistencia: 50 000 espectadores Árbitro(s): Claudio Busca |

| Amistoso; 19 de febrero de 1991 | Argentina                | 2:0 (1:0) | Hungría | Estadio Gigante de Arroyito, Rosario, Argentina                  |                                                                  |
|                                 | Franco 38' · Mohamed 46' | Reporte   |         | Asistencia: 31 446 espectadores Árbitro(s): Juan Carlos Lousteau | Asistencia: 31 446 espectadores Árbitro(s): Juan Carlos Lousteau |

| Amistoso; 14 de junio de 1995 | Argentina              | 2:1 (1:1) | Paraguay | Estadio Gigante de Arroyito, Rosario, Argentina                |                                                                |
|                               | Berti 29' · Acosta 75' | Reporte   | Báez     | Asistencia: 14 000 espectadores Árbitro(s): Juan Carlos Robles | Asistencia: 14 000 espectadores Árbitro(s): Juan Carlos Robles |

| Elim. Sudamericanas 2010; 5 de septiembre de 2009 | Argentina  | 1:3 (0:2) | Brasil                            | Estadio Gigante de Arroyito, Rosario, Argentina        |                                                        |
|                                                   | Dátolo 65' | Reporte   | Luisão 23' · Luís Fabiano 30' 68' | Asistencia: 37 000 espectadores Árbitro(s): Óscar Ruiz | Asistencia: 37 000 espectadores Árbitro(s): Óscar Ruiz |

## Rugby Championship

### Rugby Championship 2012
El 6 de octubre de 2012 el seleccionado argentino de Rugby jugó el último partido del Rugby Championship en el estadio de Rosario Central. Ese encuentro fue también el último de un histórico jugador de rugby de Argentina: Rodrigo Roncero.
| 6 de octubre, 20:10 (UTC-3) | Argentina                                                                                          | 19 - 25 | Australia                                                                                     | Estadio Gigante de Arroyito, Rosario                      |                                                           |
|                             | Tries Imhoff 76 Conversiones Bosch 76' (1/1) Penales Hernández 10', 15', 28' (3/4) Bosch 61' (1/2) | Reporte | Tries Ioane 63' Conversiones Harris 65' (1/1) Penales Harris 2', 7', 13', 23', 26', 73' (6/9) | Asistencia: 37 000 espectadores Árbitro(s): Craig Joubert | Asistencia: 37 000 espectadores Árbitro(s): Craig Joubert |

### Rugby Championship 2013
El 5 de octubre de 2013 el seleccionado argentino de Rugby jugó anter Australia el último partido del Rugby Championship en el estadio de Rosario Central. Fue derrota abultada para Los Pumas, que cayeron 54 a 17 ante los Wallabies. Ese encuentro fue también el último de un histórico jugador de rugby de Argentina: Felipe Contepomi.
| 5 de octubre, 19:40 (UTC-3) | Argentina                                                                     | 17 - 54 | Australia | Estadio Gigante de Arroyito, Rosario                     |                                                          |
|                             | Tries Bosch 36' Landajo 48' Conversiones Sánchez 37', 48' Penales Sánchez 28' | Reporte | Tries Folau 2', 34', 41' Ashley-Cooper 32' Tomane 63' Robinson 73' Foley 78' Conversiones Lealiifano 3', 35' Cooper 42' Foley 74', 79' Penales Lealiifano 24', 30' Cooper 55' | Asistencia: 28 570 espectadores Árbitro(s): Wayne Barnes | Asistencia: 28 570 espectadores Árbitro(s): Wayne Barnes |

## Conciertos destacados
| Año  | Fecha            | Artista/s                           | Evento                       | Asistencia      |
| ---- | ---------------- | ----------------------------------- | ---------------------------- | --------------- |
| 1966 | 8 de mayo        | Charles Aznavour                    | -                            | 5.000           |
| 1970 | 21 de septiembre | Sandro                              | -                            | 5.000           |
| 1978 | 30 de septiembre | Demis Roussos                       | -                            | 10.000          |
| 1978 | 21 de octubre    | Raffaella Carrá                     | -                            | -               |
| 1981 | 6 de marzo       | Queen                               | The Game Tour                | 35.000          |
| 1983 | 23 de diciembre  | Charly García                       | Gira Clics modernos          | -               |
| 1987 | 6 de febrero     | Soda Stereo                         | Gira Signos                  | -               |
| 1988 | 9 de diciembre   | Soda Stereo                         | Gira Doble vida              | -               |
| 1990 | 8 de febrero     | Soda Stereo                         | Gira Languis                 | -               |
| 1990 | 15 de diciembre  | Soda Stereo                         | Gira Animal                  | -               |
| 1992 | 11 de diciembre  | Seru Giran                          | -                            | -               |
| 1993 | 15 de abril      | Fito Paez                           | La Rueda Mágica Tour         | -               |
| 1993 | 4 de octubre     | Peter Gabriel                       | The Secret World Tour        | -               |
| 1994 | 25 de noviembre  | Luis Miguel                         | Segundo Romance Tour         | 28.000          |
| 1996 | 14 de diciembre  | Luis Miguel                         | Tour América 1996            | 32.000          |
| 1997 | 18 de noviembre  | Luis Miguel                         | Romances Tour                | 32.000          |
| 1999 | 10 de noviembre  | Luis Miguel                         | Amarte es un placer Tour     | 25.000          |
| 2004 | 8 de diciembre   | Floricienta                         | Floricienta en vivo Tour     | -               |
| 2007 | 7 de mayo        | Maná                                | Amar es combatir Tour        | -               |
| 2007 | 27 de noviembre  | Joan Manuel Serrat & Joaquín Sabina | Dos pájaros de un tiro Tour  | 20.000          |
| 2008 | 3 de diciembre   | Luis Miguel                         | Gira Cómplices               | 22.000          |
| 2011 | 8 de diciembre   | Maná                                | Drama y luz World Tour       | -               |
| 2016 | 1 de noviembre   | Guns N' Roses                       | Not in This Lifetime... Tour | 22.735 / 26.505 |
| 2018 | 27 de octubre    | Shakira                             | El dorado World Tour         | 30.100 / 30.100 |
| 2023 | 1 de marzo       | Ricardo Arjona                      | Tour Blanco y negro          | 18.000          |

## Localización y vías de acceso

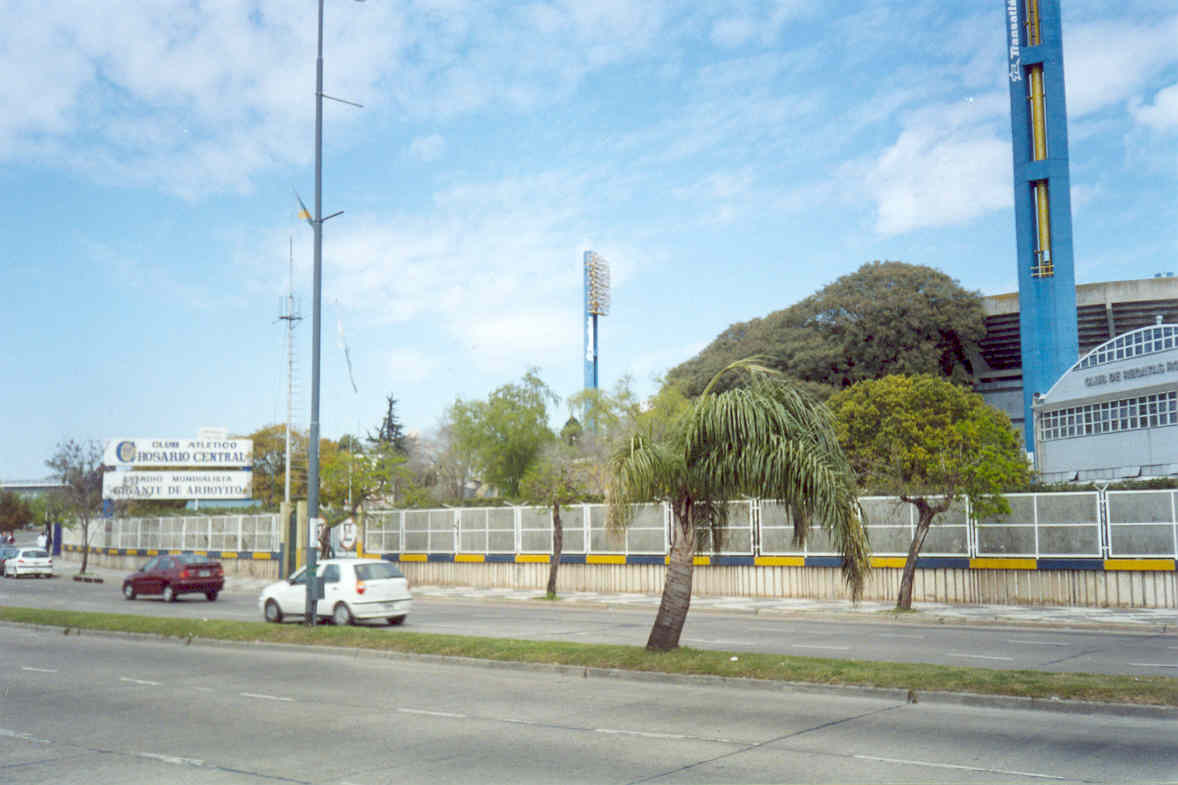
La Avenida Centenario en 2005.

El Gigante está ubicado en el Barrio Arroyito, en la zona norte de la ciudad de Rosario.
El estadio, está circunscrito por las siguientes calles:
- Avenida Costanera al norte.
- Calle J.B. Cordiviola al oeste.
- Avenida Centenario Club Atlético Rosario Central al este.[31]
- Avenida Génova al sur.

Los puntos habituales de acceso son:
- Por la avenida Génova ingresan los hinchas visitantes.
- Por la calle Cordiviola y la avenida Costanera ingresan los hinchas locales.

Existe una amplia disponibilidad de transporte público, donde destacan las siguientes líneas de colectivos: 35/9, 102, 103, 107, 110, 113, 129 y 153.

## Marcas
- El estadio, es al día de hoy, el único del mundo que vivió una remontada de cuatro goles en contra en el juego de vuelta de una final internacional oficial.[32] En el encuentro de ida de la final de la Copa Conmebol 1995 frente al Atlético Mineiro de Brasil, Rosario Central cayó derrotado 0:4. En el juego de vuelta, disputado en el Gigante de Arroyito, los auriazules remontaron la diferencia adversa y ganaron 4-0, forzando así la definición por penales. En la misma, Rosario Central venció a los brasileños y pudo hacerse de la Copa Conmebol

- El primer partido oficial del remodelado estadio mundialista fue el 27 de agosto de 1978, por el Campeonato Metropolitano de aquel año. El resultado fue victoria canalla 1-0 sobre San Lorenzo de Almagro con gol de Oscar Craiyacich.[33]

- El partido con más goles en el Gigante en la Era profesional de AFA fue el 13 de noviembre de 1981, en donde Central derrotó 6 a 4 al Club Atlético Huracán.[33]

Las máximas goleadas de Rosario Central en su estadio remodelado para el Mundial de 1978 son:
- DÉCADA DE 1970
  - Metropolitano 1979: Rosario Central 6-0 Chacarita Juniors.

- DÉCADA DE 1980
  - Metropolitano 1980: Rosario Central 5-0 Argentinos Juniors.
  - Nacional 1980: Rosario Central 5-1 Racing Club.
  - Nacional 1980: Rosario Central 6-1 Atlético Tucumán.
  - Nacional 1980: Rosario Central 5-1 Racing de Córdoba.
  - Copa Libertadores 1981: Rosario Central 5-0 Junior de Barranquilla (Colombia).
  - Nacional 1982: Rosario Central 6-0 Central Norte de Salta.
  - Metropolitano 1982: Rosario Central 5-1 Sarmiento de Junín.
  - Metropolitano 1982: Rosario Central 4-0 Instituto de Córdoba.
  - Nacional 1983: Rosario Central 7-1 Juventud Antoniana de Salta.
  - Nacional 1983: Rosario Central 7-1 Atlético Santa Rosa de La Pampa.
  - Copa Libertadores 1987: Rosario Central 5-2 Estudiantes de Mérida (Venezuela).
  - Primera División 1987-88: Rosario Central 4-0 Instituto de Córdoba.
  - Primera División 1987-88: Rosario Central 5-1 Banfield.
- DÉCADA DE 1990
  - Clausura 1993: Rosario Central 5-0 Belgrano de Córdoba.
  - Clausura 1994: Rosario Central 4-0 Deportivo Mandiyú de Corrientes.
  - Clausura 1995: Rosario Central 4-0 Talleres de Córdoba.
  - Copa Conmebol 1995: Rosario Central 4-0 Atlético Mineiro (Brasil).
  - Copa Conmebol 1996: Rosario Central 4-0 River de Montevideo (Uruguay).
  - Clausura 1997: Rosario Central 5-0 Racing Club.
  - Apertura 1997: Rosario Central 4-0 Newell's Old Boys.
  - Apertura 1997: Rosario Central 4-0 Independiente.

- DÉCADA DEL 2000
  - Apertura 2000: Rosario Central 6-2 Los Andes.
  - Copa Libertadores 2001: Rosario Central 6-0 Universitario (Perú).
  - Apertura 2002: Rosario Central 4-0 Racing Club.
  - Clausura 2003: Rosario Central 4-0 Unión de Santa Fe.
  - Clausura 2003: Rosario Central 7-2 Boca Juniors.
  - Apertura 2005: Rosario Central 4-0 Lanús.

- DÉCADA DEL 2010
  - Primera División 2015: Rosario Central 4-0 Gimnasia y Esgrima La Plata.
  - Primera División 2016-17: Rosario Central 5-0 Arsenal de Sarandí.
  - Superliga 2017-18: Rosario Central 5-0 Olimpo de Bahía Blanca.
  - Superliga 2018-19: Rosario Central 5-1 Aldosivi.

- DÉCADA DEL 2020
  - Copa de la Liga 2020: Rosario Central 4-0 Patronato de Paraná
  - Primera División 2021: Rosario Central 4-0 Arsenal de Sarandí.
  - Primera División 2023: Rosario Central 4-0 Platense.